# Евагор I
Евагор I (*Εὐαγόρας, бл. 435 до н. е. —374 до н. е.) — давньогрецький цар міста-держави Саламін на о.Кіпр у 411–374 роках до н. е. Сприяв новому піднесенню своєї держави.

## Життєпис
Евагор зводив свій родовід до легендарного Тевкр, герою Троянської війни, засновника міста-держави Саламін та його царської династії, та до однієї з дочок легендарного Кініра, відомого тим, що він заклав на острові місто Пафос. Про ім'я батька Евагора немає достеменних відомостей, знано лише, що його звали Нікокл. Разом з тим немає певної інформації про законні права Евагора на Саламінський трон. Проте напевне відомо про знатне походження, добру освіту, фізичну та військову підготовку. Від природи він був наділений нестримною енергією, розумом і талантом державного діяча.
Евагор, будучи ще зовсім молодим, вимушено залишив острів і сховався у м. Солах, що в Кілікії. У 411 році до н. е. він зібрав невеличкий загін у 50 афінських найманців. Вночі Евагор атакував царський палац, здолав охорону та вигнав царя Абдемона. Після цього Евагор стає царем, конфіскував майно родичів та прихильників поваленого царя. Незабаром вдалося захопити Тір, де Евагор оголосив себе царем.
Новий володар був визнаний перським царем Дарієм II, бо на перших порах не робив проти них ніяких дій і справно платив податки. Він зайнявся відновленням послабленого господарства, розширив територію рідного міста, звів навколо нього нові стіни, відновив виробництво і оживив торгівлю, побудував флот. Евагор запросив в Саламін вчених, артистів, скульпторів, гончарів, ювелірів і музикантів з Еллади, впровадив давньогрецький (іонійський) алфавіт і еллінську освіту для знатної молоді. Багато греків, особливо афіняни, побували в ті часи на Кіпрі, часом подовгу жили там, набували майно, для деяких острів став надійним притулком і другою батьківщиною. Саламінці брали участь в афінських святах та спортивних змаганнях.
У роки Пелопонесської війни в Аттику з Кіпру відправлялися вантажі з хлібом і міддю, і вже в 410 році до н. е., тобто невдовзі після приходу до влади, Евагор I отримав статус почесного громадянина Афін. Через деякий час він знову відправив до Пірею навантажені хлібом кораблі. Після поразки афінянина Конона у битві при Егаспотамі у 405 році до н. е.
За військову допомогу в битві при Кніда 394 року до н. е. його статую встановили на Афінській агори біля царської стої, поруч зі скульптурами уславлених військовиків Конона і Тимофея.
Роль Евагора I була важливою і в розпочатій війні між Спартою і Персією. У 390 році до н. е. скориставшись тимчасовою зайнятістю перського царя Артаксеркса II і відчувши себе досить сильним і багатим, Евагор I зі старшим сином та співволодарем Пнітагором почав об'єднання кіпрських царств під зверхністю Саламіна. Він мріяв про створення єдиної, потужної та незалежної Кіпрської держави. Як демонстрацію своїх цілей він почав випускати золоті монети зі своїм ім'ям та грецькими символами.
З одними володарями Евагор знайшов спільну мову і зумів умовити їх, володіння інших довелося завойовувати силою. Мешканці Кітіона, Сол та Аматуса, переважно фінікійці, відмовилися підкорятися й запросили допомоги у перського царя. Останній після потужної підготовки рушив на Кіпр. У свою чергу у 389 році до н. е. Евагор уклав військовий союз з Афінами і Єгиптом (сюди Евагор особисто прибув) і отримав від них, а також з Карії та Аравії, істотну підтримку. 
Наприкінці 388 або 387 року до н. е. афінський командувач Хабрій прибув на Кіпр із загоном в 800 пельтастів і 10 кораблями. До того ж Евагор I мав 50 кораблів від єгипетського фараона Ахоріса, а також свої власні 150 кораблів флоту і 6-тисячне військо. Згідно Ісократу, в розпорядженні саламінського царя було 3 тис. пельтастів. Артаксеркс II зібрав для війни на Кіпрі 300 тис. піхоти і більше 300 кораблів, також витратив не менше 15 тис. талантів. Хабрій допоміг Евагору I завоювати царства, що не бажали визнавати зверхність Саламіна. Особливо важливим стало захоплення Кітіона, на трон якого посадили Демоніка (поваливши царя Баалрама II). Але у 387 році до н. е. після Анталкідова миру Афінська республіка відмовилася від підтримки Евагора I, визнавши Кіпр володінням Персії. Можливо в цей час було втрачено Тір, де владу отримав Абдаштарт II
У 385 року до н. е. до Кіпру вдерлися війська на чолі із Тірібазом й Оронтом. Проте невдовзі Евагору вдлося блокувати цю армію, в результаті вони готові були повстати. Їх вдалося врятувати завдяки атаки флоту персів, що здобули перемогу над саламінським флотом біля Кітіону. Але Евагор зумів використати розбрат між перськими військовиками, й у 376 року до н. е. укласти мир. Він зберіг свої володіння та статус царя в Саламіні. У 374 році до н. е. в результаті змови було вбито Евагора I та його сина-співцаря Пнітагора. Владу над Саламіном успадкував молодший син Нікокл.